# Central Bobonong
Central Bobonong – wieś w Botswanie w dystrykcie Ghanzi. Według spisu ludności z 2011 roku wieś liczyła 662 mieszkańców.